# Victor Maurice de Riquet de Caraman
Pour les autres membres de la famille, voir Famille Riquet de Caraman.
Victor Maurice de Riquet de Caraman (né le 16 juin 1727 à Paris où il est mort le 24 janvier 1807 ), quatrième comte de Caraman, est un officier général, ami de Marie-Antoinette à qui il inspira la création du hameau de la Reine à Versailles.

## Biographie

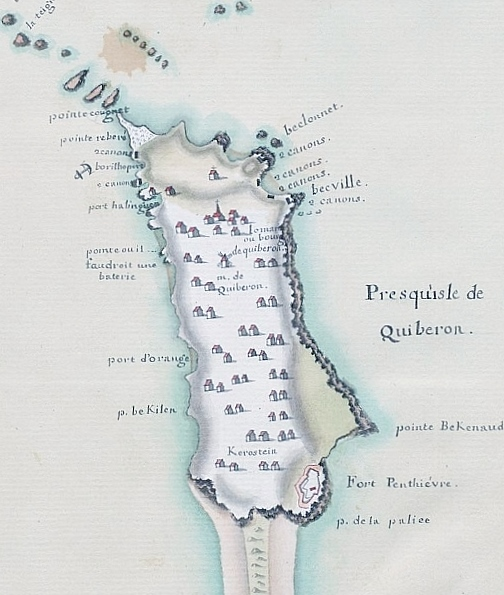
Victor Maurice de Riquet de Caraman : carte de la presqu'île de Quiberon en 1756.

Il est le descendant de Pierre-Paul Riquet, constructeur du canal du Midi. Il était d'ailleurs un des principaux propriétaires du canal. Son père était François de Riquet (1698-1760), comte de Caraman, lieutenant général des armées du roi ; sa mère, Louise-Antoinette Portail du Vaudreuil (1701-1784), fille du célèbre Antoine Portail, Premier président du Parlement de Paris et membre de l'Académie française, il a aussi été président de la Société des sciences de Toulouse, en 1731, 1740 et 1741, puis le premier président de l'Académie royale des sciences, inscriptions et belles-lettres de Toulouse à sa fondation, en 1746-1747. Il a aussi été membre de la Société des beaux arts de Toulouse, avant de quitter Toulouse pour Paris, en 1747. Son parrain fut son arrière-grand-père, Victor-Maurice de Broglie, maréchal de France.
Il épousa en 1750, à Lunéville, en présence de l'ancien roi de Pologne Stanislas Leszczynski, duc de Lorraine et de Bar, Marie Anne Josèphe Gabrielle Xavière de Hénin-Liétard d'Alsace (1728-1800), princesse de Chimay et du Saint-Empire, petite-fille du prince Marc de Beauvau-Craon, un des principaux seigneurs de Lorraine.
Son fils aîné fut ambassadeur, son cadet Maurice Gabriel de Riquet de Caraman fut général sous l'Empire, et enfin François Joseph de Riquet de Caraman fut député des Ardennes et prince de Chimay. Ils eurent aussi plusieurs filles : Gabrielle Françoise (1755-1841), dame d'honneur de la comtesse d'Artois, qui épousa en 1775 le marquis Henri de La Fare (1749-1786), frère du cardinal ; Marie-Anne (1757-1846), qui épousa en 1777 Jean-Louis du Bouchet (1750-1781), vicomte de Sourches ; Victoire (1764-1834), dame pour accompagner la Dauphine, qui épousa en 1781 le vicomte Jean-Louis de Rigaud de Vaudreuil (1763-1816) ; Émilie (1767-1847), qui épousa en 1786 Charles de Baschi (1754-1801), comte de Saint-Estèphe ; et Cécile (1768-1847), qui épousa en 1786 le marquis Armand du Mesniel de Sommery (1768-1814), d'une vieille lignée du pays de Bray.
Victor-Maurice avait planté, dans son château de Roissy, un parc anglais dont on parlait beaucoup à la cour du roi de France. La reine Marie-Antoinette fit appel à lui pour créer un projet pour son jardin de Trianon.

## Une carrière militaire bien remplie
Sa carrière militaire commence comme mousquetaire noir à treize ans. Capitaine de cavalerie dans le régiment de Berry, en 1743, à seize ans, il participe à l’armée de Bavière, à la campagne de Flandre en 1744 et à la bataille de Fontenoy. Le 11 mai 1745, il échappe de peu à la mort en recevant une balle dans la selle de son cheval. En décembre, à dix-huit ans, il est nommé colonel du régiment de dragons de Vibraye qui prit son nom. Il était présent aux sièges d’Anvers en 1746, de Berg-op-Zoom en 1747 et de Maastricht en 1748.
En 1751, il fut nommé par censeur honoraire de l’académie de Nancy et chancelier du roi Stanislas. Il s’installa à Paris en 1752, continua à servir, reçut la croix de chevalier de Saint-Louis en décembre 1756 et fut nommé gentilhomme de la Chambre du roi de Pologne en janvier 1757.
Il participa aux opérations militaires de la guerre de Sept Ans, prit part à la bataille de Hastenbeck et à celles de Krefeld et de Minden, et se signala contre les Hanovriens : « Le 4 décembre, alors qu’il était attaqué par 3000 Hanovriens et ne disposait que de son régiment et de 180 chasseurs de Fischer, il enfonça le corps ennemi, tua plus de cent hommes et en prit autant. »
Brigadier des armées du roi en décembre 1757, maréchal de camp en février 1761, il continua à servir en Allemagne. Le comte de Saint-Germain, futur ministre de la Guerre, le considérait « comme un des officiers généraux les plus appliqués et les plus profondément instruits, comme ayant manifesté des talents dans la guerre et ayant par devers lui des actions particulières d’autant plus remarquables que tout ce qui caractérise l’homme de guerre s’y trouve : prévoyance, sang-froid, sagesse, projet rapidement formé et exécuté avec une telle habileté qu’il s’est procuré des succès glorieux dans les circonstances où il avait nulle probabilité qu’il succomberait. »
De retour en France, il fut chargé d’inspections dans le Languedoc à partir de 1764, fut nommé lieutenant général du Languedoc en janvier 1775 et lieutenant général des armées du roi en mars 1780. Commandeur (1779), puis grand-croix de l’ordre de Saint-Louis (1784), il fut nommé commandant en second des Trois-Évêchés en janvier 1781, membre du Comité de la Guerre (1781-1784), avant d’être désigné comme commandant en chef de Provence en juin 1787, où il fut chargé de rétablir les états.

## Le comte de Caraman à Marseille
C'est en tant que commandant militaire en chef de Provence qu'il va intervenir pour mettre fin à la « dissidence » marseillaise, qui fait suite à l'émeute populaire des 23 et 24 mars 1789 et qui s'est traduite par la création d'une garde citoyenne, la formation de l’assemblée des trois ordres qui remplace, en l’englobant, l’ancienne municipalité, et la réforme du système fiscal communal. Le 20 mai 1789, le comte de Caraman se présente aux portes de Marseille avec six bataillons d'infanterie, six escadrons de cavalerie et des pièces de canon. Respectant cependant le privilège de la ville de ne pas recevoir de troupes dans son enceinte, le comte laisse ses soldats aux portes et, sous les ovations de la population, rentre seul dans Marseille, escorté par le gouverneur viguier, les échevins et la garde citoyenne. Le 22 mai, il rétablit l’ancien conseil municipal et le 25, il remplace la garde citoyenne par une garde bourgeoise, mieux contrôlée. Toutefois la restauration n'est pas intégrale puisque le vieux régime fiscal des impôts de consommation restera aboli. Enfin, le comte de Caraman prononce une amnistie en faveur des participants aux mouvements de mars.
Le rétablissement de l'ordre ancien n'empêche ni la fermentation des esprits, ni l’agitation révolutionnaire de se poursuivre à Marseille. Comme conséquences de la prise de la Bastille, l’assemblée municipale des trois ordres est rétablie le 18 juillet avec l'autorisation du comte de Caraman. Celle-ci décide le 23 juillet d'adhérer à tous les actes de l'Assemblée nationale. Le même jour, le comte de Caraman reçoit Barbaroux qui lui remet les vœux d'une réunion de jeunes patriotes marseillais demandant notamment que les canons des forts « qui semblent menacer la ville » soient déplacés et que les « troupes réglées soient renvoyées hors du territoire ». En septembre, d'André, désigné par le roi, commissaire en Provence, va, de concert avec le comte de Caraman, doter Marseille d'une nouvelle organisation municipale qui administrera la ville jusqu'à l'installation de la municipalité conforme aux normes nationales en février 1790. 
Le 19 août 1789, débutait l'affaire de la Tourette, qui devait avoir des conséquences fort dommageables sur la popularité du comte de Caraman à Marseille. En tirant sur la foule assemblée place de la Tourette, la garde bourgeoise avait provoqué une violente émeute dans le centre de la ville, ce qui avait conduit le comte de Caraman, nonobstant les privilèges de la cité, à faire entrer les dragons et les Suisses dans Marseille. La  procédure judiciaire adoptée par le comte de Caraman dans cette affaire va susciter de vives polémiques. Au lieu de laisser informer le lieutenant criminel de la sénéchaussée, il décide en effet, en accord avec les échevins, de confier l'instruction au prévôt général de la maréchaussée de Provence, Sanchon de Bournissac. Or, le propre de la justice prévôtale était de décider sans appel. En plus, de Bournissac exécutera sa mission avec une particulière sévérité. Pour répondre à la demande du 31 octobre du conseil municipal et du comte de Caraman de suspendre l’instruction de l’affaire de la Tourette jusqu’à la publication de nouvelles lois sur le système judiciaire, l’Assemblée constituante décrétera le 8 décembre le renvoi des accusés devant la sénéchaussée de Marseille. Faute de sanction de la part du roi, le décret ne fut pas appliqué. Il faudra attendre le mois de mars pour que l'assemblée renouvelle son décret, qui obtint cette fois la sanction du roi.
Entre-temps, le comte de Caraman était parti le 6 février 1790, remplacé par le marquis de Miran, et les prisonniers libérés, le tribunal de la prévôté étant fermé depuis le 23 février et de Bournissac ayant pris la fuite.

## Émigration et retour en France
Dès 1791, il émigra avec sa famille en Belgique, aux Pays-Bas et en Allemagne, et fut appelé auprès des princes français à Coblence. Il fit avec eux la campagne de Champagne. Ses biens furent confisqués et le château de Roissy pillé et détruit en 1793. Le comte de Caraman revint en France en 1802, reprit possession de son hôtel de la rue Saint-Dominique, où il mourut en 1807.

## Un homme de son temps
Le comte de Tilly écrivait de lui, à l'occasion de sa mission en Lorraine, dans les années 1780 : « C’était un homme d’une stricte vertu, d’une grande pureté de mœurs, uni à une des plus respectables femmes de France, qui, j’espère, avait assez de naissance, car elle était Chimay, sœur du prince de ce nom, et du prince d’Hénin. Leurs filles, toutes charmantes, étaient famille d’anges. M. de Caraman tenait un grand état, ce qu’avec sa fortune immense il pouvait faire plus aisément qu’un autre. Sa maison était un véritable bienfait pour tout ce qui, dans Metz, était digne de sentir les charmes de la bonne compagnie. »
Passionné d'arts, de littérature et de sciences, il avait un goût particulier pour l'art des jardins : « Passionné d’horticulture, il dessina lui-même un jardin anglo-chinois. Il disait qu’il fallait embellir la nature sans la déformer et ne pas surcharger les jardins de sculptures et de treilles. »
Membre de deux loges maçonniques en 1786 et 1789, il était marqué par les philosophes, à l'instar des oncle et tantes de son épouse, le prince de Beauvau, la duchesse de Mirepoix et la marquise de Boufflers. Il faut aussi particulièrement imbu des idées philanthropiques. Dans cet esprit, il avait créé une école publique à Roissy, qu'il soutenait de ses deniers, et une caisse d'aide pour les indigents.